# مرآت نراقی
مِرآت نراقی (زادهٔ ۳ دی ۱۳۶۸ در تهران) موتورسوار و قهرمان موتورکراس اهل ایران است. او فرزند مهرشاد نراقی و شهرزاد نظیفی و همچنین برادر نورا نراقی است که همه از قهرمانان موتورکراس ایران هستند. نراقی به غیر از چندین دوره قهرمانی و نایب‌قهرمانی در مسابقات موتورکراس جوانان ایران، یک مقام پنجم در سطح آسیا را نیز در کارنامهٔ خود دارد.

## افتخارات
نراقی بارها در مسابقات موتورکراس کشوری ایران به مقام قهرمانی، و چندین بار به مقام‌های دوم و سوم دست یافته‌است. از افتخارات بین‌المللی او نیز می‌توان به کسب مقام پنجم در مسابقات آسیایی موتورکراس در سال ۲۰۱۱، که در تهران برگزار شد، اشاره کرد.

### مقام‌های کسب شده
| سال  | مسابقه                                                  | کلاس     | مقام |
| ---- | ------------------------------------------------------- | -------- | ---- |
| ۱۳۸۵ | نخستین دورهٔ مسابقات موتورکراس قهرمانی استان تهران       | ۱۲۵ سی‌سی | اول  |
| ۱۳۹۰ | دومین دورهٔ رقابت‌های موتورکراس قهرمانی دستجات آزاد ایران | ۱۲۵ سی‌سی | دوم  |
| ۱۳۹۵ | راند اول مسابقات موتورکراس قهرمانی ایران                | ۴۵۰ سی‌سی | دوم  |
| ۱۳۹۶ | مرحله سوم لیگ موتورکراس پایتخت                          | ۴۵۰ سی‌سی | دوم  |
| ۱۳۹۶ | مسابقات قهرمانی کشور                                    | ۴۵۰ سی‌سی | اول  |
| ۱۳۹۷ | مرحله اول مسابقات موتورکراس قهرمانی ایران               | ۴۵۰ سی‌سی | دوم  |
| ۱۳۹۷ | مرحلهٔ دوم مسابقات موتورکراس قهرمانی ایران               | ۴۵۰ سی‌سی | اول  |
| ۱۳۹۷ | مسابقه چندجانبهٔ موتورکراس کشوری                         | ۴۵۰ سی‌سی | دوم  |
| ۱۳۹۷ | مرحلهٔ سوم مسابقات موتورکراس قهرمانی ایران               | ۴۵۰ سی‌سی | سوم  |

| سال  | مسابقه                         | کلاس             | مقام |
| ---- | ------------------------------ | ---------------- | ---- |
| ۲۰۱۱ | مسابقات موتورکراس قهرمانی آسیا | ۱۲۵ سی‌سی/ام‌ایکس۲ | پنجم |

## زندگی حرفه‌ای
مرآت نراقی موتورسواری را از سن ۵ سالگی با یک موتور ۵۰ سی‌سی، و تحت آموزش‌های پدرش آغاز کرد. او از سال ۱۳۸۷ وارد تیم ملی موتورکراس ایران شد، اما در حادثه‌ای به هنگام تمرین، به دلیل عدم استفاده از نخاع‌بند، با مصدومیت از ناحیهٔ کمر، در تاریخ ۸ آبان ۱۳۸۸ برای مدتی از فعالیت حرفه‌ای باز ماند. او با شرکت در مسابقات موتورکراس آسیا در سال ۲۰۱۱ در تهران، مقام پنجم را از آن خود کرد.

### محرومیت از ورزش
مرآت نراقی، مانند پدرش مهرشاد نراقی، مادرش شهرزاد نظیفی و خواهرش نورا نراقی، به دلیل بهائی بودن، توسط نظام جمهوری اسلامی ایران از حضور در فعالیت‌های ورزشی محروم شد.